# Jürgen Schadeberg
Jürgen Schadeberg (* 18. März 1931 in Berlin; † 29. August 2020 in La Drova, Spanien) war ein südafrikanischer Fotograf und Filmemacher deutscher Herkunft. Bekannt wurde er durch seine Fotos, die das Leben der südafrikanischen Schwarzen im Johannesburg der 1950er Jahre zeigen.

## Leben
Ab 1946 besuchte Schadeberg die Schule für Optik und Phototechnik in Berlin. Anschließend war er Praktikant als Fotograf bei der Deutschen Presseagentur in Hamburg.
1950 zog er nach Johannesburg in Südafrika, wo bereits seine Mutter mit seinem Stiefvater, einem britischen Hauptmann, lebte. Er wurde Fotograf und Fotoredakteur des Magazins Drum, das vor allem von der schwarzen Bevölkerungsmehrheit gelesen wurde. Seine Schwarz-Weiß-Fotos porträtierten zahlreiche bekannte schwarze Südafrikaner wie die Politiker Nelson Mandela und Walter Sisulu und die Musiker Miriam Makeba, Dolly Rathebe und Kippie Moeketsi. Daneben stellte er auf seinen Fotos das Leben in den Townships dar. Ein Schwerpunkt seiner Arbeit war der Johannesburger Stadtteil Sophiatown, der wegen seiner kulturellen Bedeutung als „Paris von Johannesburg“ bezeichnet wurde und 1955 bis 1959 zwangsgeräumt wurde. Daneben arbeitete Schadeberg als Mentor zahlreicher einheimischer Fotografen innerhalb der Drum-Redaktion, unter anderem Peter Magubane. Er arbeitete häufig mit dem Journalisten Henry Nxumalo zusammen. Schadebergs Haltung stand im Gegensatz zur herrschenden Politik der Apartheid, so dass er häufig mit den Behörden in Konflikt geriet. 1959 stellte er seine Mitarbeit bei dem Magazin ein. In der Folge war er als freier Fotograf tätig. So begleitete er als Fotograf die Forschungsreisen des Anthropologen Phillip Tobias zu den San.
1964 verließ Schadeberg Südafrika, da seine Arbeit immer wieder von den Sicherheitsbehörden des Landes behindert worden war. Fortan arbeitete er als Redakteur für die Londoner Zeitschrift Creative Camera. 1969 bis 1972 studierte er in Spanien Malerei. Für die Gesellschaft Christian Aid nahm er Stellungen in Botswana und Tansania an. 1973 reiste er nach Senegal, Mali, Kenia und Zaire (heute: Demokratische Republik Kongo). Anschließend lehrte er als Dozent an mehreren Kunsthochschulen, unter anderem 1980 an der Hochschule für bildende Künste Hamburg.
1985 kehrte Jürgen Schadeberg nach Johannesburg zurück. Er gab Fotobände heraus und widmete sich der Produktion von Dokumentarfilmen, die vorwiegend vom Leben der Schwarzen in Südafrika handeln. Zu den Filmen gehören Nelson Mandela and the Rise of the ANC (deutsch etwa: „Nelson Mandela und der Aufstieg des ANC“) und Have You Seen Drum Recently? (etwa: „Hast du kürzlich Drum gesehen?“), der vom Magazin Drum handelt. 1994 porträtierte er Nelson Mandela in dessen ehemaliger Gefängniszelle auf Robben Island.
2005 erschien Schadebergs Fotoband Voices from the Land (deutsch: „Stimmen vom Land“). Er handelt von Farmern und Farmarbeitern in Südafrika.
Als er 2008 einen südafrikanischen Reisepass beantragte, wurde sein deutscher Reisepass ungültig. Auf Initiative von Robert von Lucius, Philipp Rösler und Uschi Eid erhielt er ihn 2013 zurück. Schadeberg lebte ab 2011 in Berlin und zog 2013 nach Spanien.
Jürgen Schadeberg war mit der Kunsthistorikerin Claudia Schadeberg verheiratet.
2017 erschienen seine Erinnerungen unter dem Titel The Way I See It. A Memoir. Er starb im August 2020 im Alter von 89 Jahren in La Drova (Spanien).

## Film
Jürgen Schadebergs Wirken bei Drum wird in dem 2004 veröffentlichten Spielfilm Drum – Wahrheit um jeden Preis dargestellt. Seine Zusammenarbeit mit Henry Nxumalo steht dort im Mittelpunkt.

## Ehrungen und Rezeption
- Schadebergs 1994 entstandenes Foto Mandelas wird von der britischen Photographer’s Gallery zu den eindrucksvollsten Bildern des 20. Jahrhunderts gezählt.[5]
- 2007 erhielt Schadeberg aus den Händen des damaligen Bundespräsidenten Horst Köhler das Bundesverdienstkreuz 1. Klasse.[12]
- Für sein Lebenswerk erhielt er 2014 den Cornell Capa Lifetime Achievement Award des ICP.[13]
- 2014 erhielt er die Ehrendoktorwürde der Polytechnischen Universität Valencia.[14]
- 2018 wurde Schadeberg mit dem Leica Hall of Fame Award ausgezeichnet.[15]

## Ausstellungen (Auswahl)
- 2016: Jürgen Schadeberg – Mandela Photographs, IG-Metallhaus, Frankfurt am Main.[16]
- 2017: Jürgen Schadeberg – Seen and Unseen, Leica Galerie, Frankfurt am Main.

## Werke

### Bücher
- Exhibition of Photographs. Photographer’s Gallery, 1981, ISBN 978-0-9506093-9-3.
- The Fifties People of South Africa: the Lives of Some Ninety-Five People Who Were Influential in South Africa During the Fifties, a Period Which Saw the First Stirrings of the Coming Revolution. Mit Fotos von Bob Gosani und anderen, Bailey’s African Photo Archives, 1987, ISBN 0-620-10529-1.
- The Finest Photos From the Old Drum. Bailey’s African Photo Archives, Sigma Press, Penguin Books, 1987, ISBN 0-620-10581-X.
- The Kalahari Bushmen Dance. Zusammen mit George Hulme. Wildwood House, 1982, ISBN 978-0-7045-0472-1.
- als Herausgeber: Nelson Mandela and the Rise of the ANC. Fotos von Ian Berry und anderen; Text von Benson Dyantyi und anderen. Jonathan Ball, 1990, ISBN 978-0-947464-18-9.
- als Mitherausgeber: DRUM – Die fünfziger Jahre – Bilder aus Südafrika. Rogner & Bernhard bei Zweitausendeins, Hamburg 1991, ISBN 3-8077-0248-2.
- als Fotograf: Sof’ Town[17] Blues: Images from the Black ’50s. Text von Anthony Sampson. Schadeberg Movie Company, 1994, ISBN 978-0-9583980-1-5.
- Voices from Robben Island. Ravan Press, 1994, ISBN 978-0-86975-454-2.
- The Black and White Fifties: Jürgen Schadeberg’s South Africa. Protea, 2001, ISBN 1-91-982571-1.
- Soweto Today. Protea Book House, 2002, ISBN 1-919825-72-X.
- Als Fotograf und Illustrator: Who Killed Mr. Drum? Text von Sylvester Stein. Corvo Books, 2003, ISBN 0-9543255-1-6.
- als Fotograf: The Book of Life. Text von Caro Williams. UN Development Programme, 2004, ISBN 978-0-620-33285-9.
- Witness: 52 Years of Pointing Lenses at Life. Protea Book House, 2004, ISBN 978-1-86919-067-5.
- Voices from the Land. Protea Book House, 2005, ISBN 1-86919-105-6.
- Photographies. IAC, 2006, ISBN 978-2-916373-02-7.
- Tales from Jozi. Protea Book House, 2007, ISBN 978-1-86919-175-7.
- Jazz, Blues and Swing: Six Decades of Music in South Africa. David Philip, 2007, ISBN 978-0-86486-705-6.
- als Fotograf: Jürgen Schadeberg. Herausgegeben von Ralf-Peter Seippel. Hatje Cantz, 2008, ISBN 978-3-7757-2150-9.
- als Fotograf: Nicht von hier und nicht von dort: Umbruch und Brüche in Südafrika. Text von Robert von Lucius. Mitteldeutscher Verlag, Halle 2010, ISBN 978-3-89812-644-1.
- Great Britain 1964–1984 : Fotografien / Jürgen Schadeberg. Mitwirkende Hopkinson, Sir Tom + Yamaguchi, Herbie. Mitteldeutscher Verlag, Halle 2011, ISBN 978-3-89812-853-7.
- als Fotograf: Zu Besuch in Deutschland 1942–2012 : Fotografien / Jürgen Schadeberg. Einleitung von Robert von Lucius – Nachwort von Enno Kaufhold (Fotohistoriker). Mitteldeutscher Verlag, Halle 2012, ISBN 978-3-89812-954-1.

### Filme und Videos
- Ernest Cole – Video, 52 min
- Voices from Robben Island – 16-mm-Film, 90 min (Koproduktion mit der BBC)
- War & Peace – Video, 60 min
- Have you Seen Drum Recently? – 35-mm-Film, 77 min
- The Seven Ages of Music – Video, 56 min
- Dolly & the Inkspots – Video, 26 min
- Drumbeats – 16-mm-Film, 56 min
- Ballroom Fever – Video, 26 min
- Jo’burg Cocktail – Video, 56 min
- Halala Bomane! [Hail the Women!] – Video, 56 min